# Winder (Geórgia)
Winder é uma cidade localizada no estado americano de Geórgia, no Condado de Barrow.

## Demografia
Segundo o censo americano de 2000, a sua população era de 10.201 habitantes.
Em 2006, foi estimada uma população de 13.161, um aumento de 2960 (29.0%).

## Geografia
De acordo com o United States Census Bureau tem uma área de
29,0 km², dos quais 28,1 km² cobertos por terra e 0,9 km² cobertos por água.

## Localidades na vizinhança
O diagrama seguinte representa as localidades num raio de 16 km ao redor de Winder.